# Exposició del Cafè Volpini

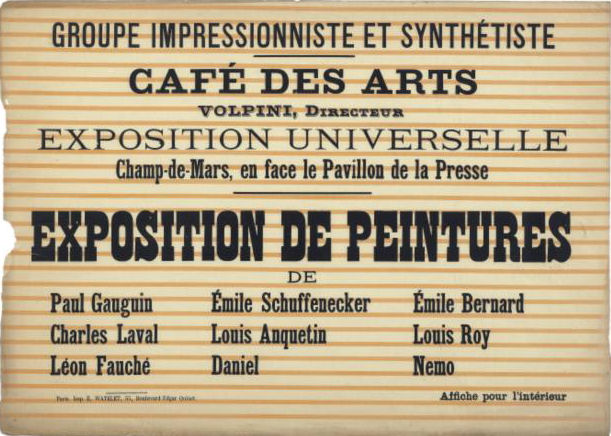
Cartell anunciant l'exposició

L'Exposició del Cafè Volpini va ser una presentació conjunta de les obres de l'Escola de Pont-Aven, amb Paul Gauguin al capdavant, mostrada en les parets del cafè del senyor Volpini situat just a les portes de l'Exposició Universal del 1889 que tenia lloc a París.
Amb el títol d'Exposició de Pintures del Grup Impressionista i Sintetista, mostrava per primera vegada en públic el corrent pictòric del sintetisme que s'allunyava de l'impressionisme. L'atenció que va rebre va ser escassa, i comercialment no va tenir l'èxit esperat. Artísticament va repercutir primer en el grup dels nabís i altres pintors simbolistes, i posteriorment en el fauvisme i expressionisme. Amb el temps l'exposició va esdevenir llegendària com a atreviment avantguardista.
Amb el lideratge de Gauguin, i organitzat per Émile Schuffenecker i Émile Bernard, hi van participar a més Charles Laval, Louis Anquetin, Louis Roy, Léon Fauché i Georges Daniel.

## Context
Gauguin havia participat en cinc de les exposicions impressionistes anuals que van tenir lloc entre 1876 i 1886. Des de llavors s'havia anat allunyant dels seus col·legues impressionistes de París desenvolupant un estil amb predomini de la subjectivitat i simplificació de colors i formes. Havia anat a Martinica amb Laval (1887), a Pont-Aven (febrer a octubre de 1888) havia experimentat el cloisonisme amb Émile Bernard, acabava de tornar d'una convivència intensa amb Vincent van Gogh a Arle (octubre a desembre 1888) i vivia amb el seu amic Schuffenecker. A principi del 1889 va participar en l'exposició de Les XX a Brussel·les, però l'Exposició Universal de París era una oportunitat de mostrar-se al gran públic i de fer-ho com a grup pictòric.

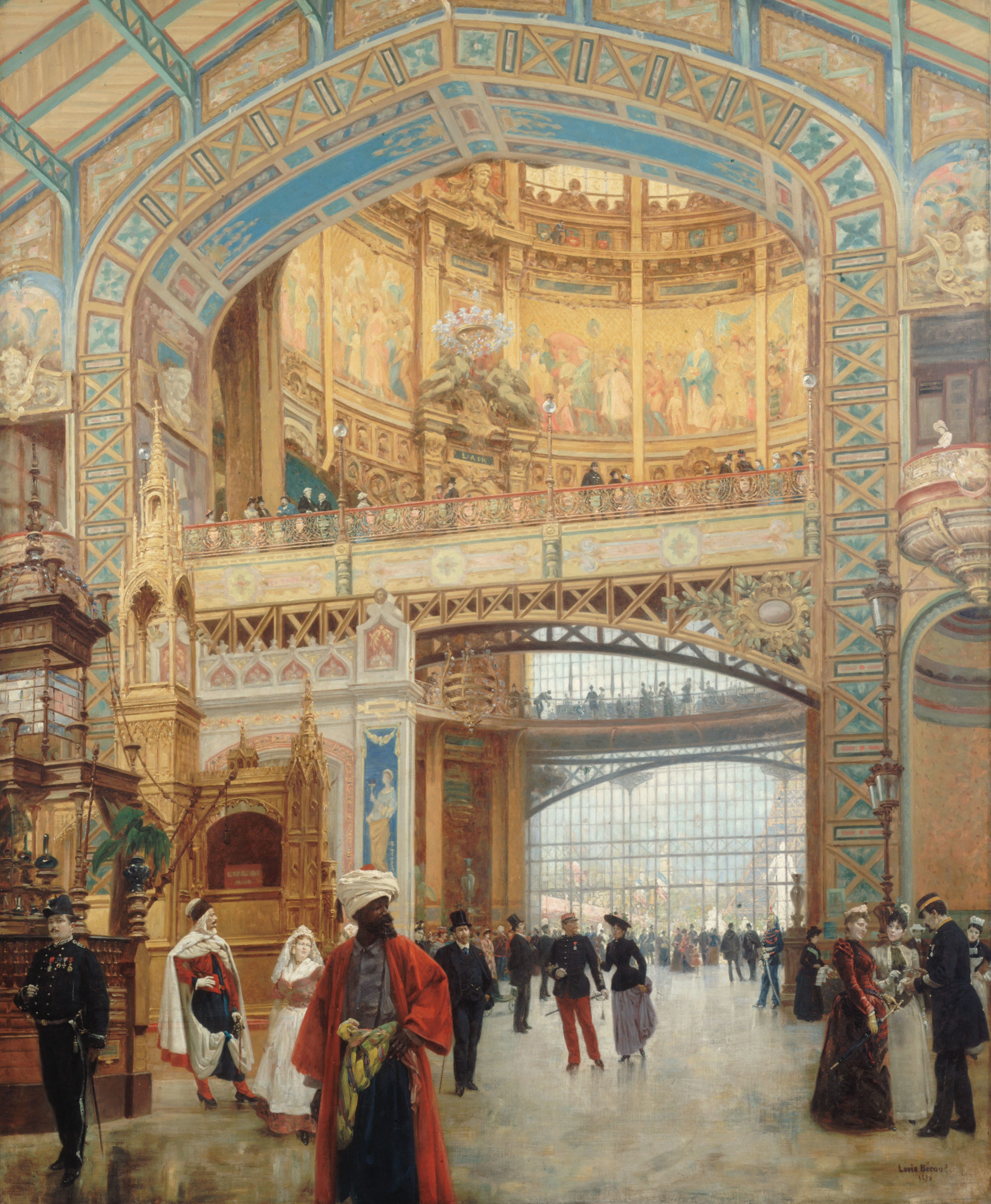
Cúpula central del Pavelló de les Màquines de l'Exposició Universal, per Louis Béroud, 1889.

Cada onze anys París organitzava una Exposició Universal, i el 1889 es va fer una gran demostració al Camp de Mart per commemorar el centenari de la Revolució Francesa. Com a part de l'exposició universal, s'organitzava una exposició de pintura i escultura al Palau de les Belles Arts, construït al costat de la nova Torre Eiffel, només amb artistes invitats i amb obres aprovades per un jurat. Alguns pintors impressionistes consolidats, com Courbet, Manet, Monet, Pissarro i Cézanne, hi van poder exposar algun quadre, però la major part d'espai era per pintors convencionals i academicistes com William-Adolphe Bouguereau, Carolus-Duran i Jules Joseph Lefebvre. El crític Octave Mirbeau, escrivint sobre l'exposició a Le Figaro, es preguntava per què no hi havia artistes com Seurat o Gauguin.
Existien precedents d'exposicions paral·leles amb Courbet que, descontent amb l'organització artística de l'Exposició Universal del 1855, va muntar el seu propi pavelló; i de Manet que va organitzar la seva pròpia exposició coincidint amb la segona Exposició Universal de París del 1867. Gauguin va voler aprofitar la del 1889 per mostrar-se al públic en un esdeveniment que va acabar tenint 28 milions de visitants.

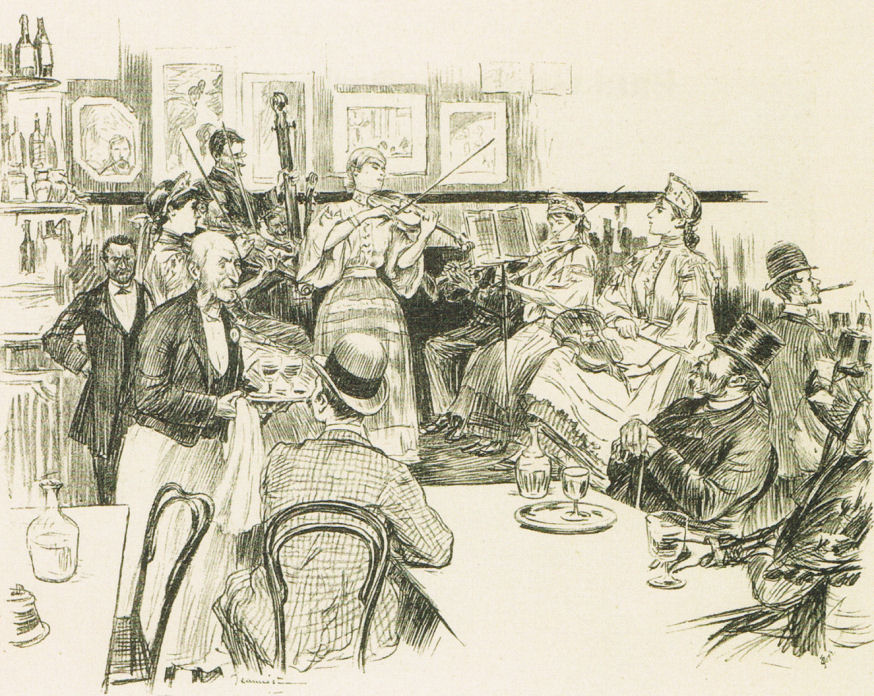
Il·lustració de Jeanniot sobre el Cafè Volpini

Al voltant del recinte habilitat al Camp de Mart es va fer una cinquantena de concessions per a cafès i restaurants. El senyor Volpini, que ja regentava el Café Riche i el Grand Café, va obtenir una concessió davant el pavelló de la premsa i al costat del Palau de les Belles Arts per al que va anomenar Café des Arts. Havia encarregat a Itàlia uns miralls per decorar l'interior del local, però no arribaven a temps per la inauguració i Schuffenecker el va convèncer per omplir el buit de les parets amb una exposició de quadres.
En realitat era un cafè cantant on hi actuava la princesa Dolgorousky i la seva orquestra de violinistes russes tocant valsos vienesos. L'únic testimoni gràfic de l'exposició és una il·lustració de Pierre-Georges Jeanniot publicada per acompanyar un article sobre la música als cafès. Darrere de l'orquestra es poden veure esbossos de cinc quadres, tres dels quals han estat identificats. Les condicions eren ben diferents que les d'una exposició d'art convencional i tot plegat l'ambient creat resultava xocant.
L'Exposició Universal es va inaugurar el 6 de maig, però l'exposició d'art al Palau de Belles Arts no es va completar fins a final de mes. L'exposició al Cafè Volpini es va anunciar pel 10 de juny. L'Exposició Universal es va clausurar després de sis mesos, el 6 de novembre, i se suposa que es va acabar el termini de les concessions als establiments com el Café des Arts que acabaria sent més conegut amb el nom del seu propietari gràcies a l'exposició de pintures.

## Artistes
L'impulsor era Gauguin, però es va retirar a la Bretanya i l'organització va recaure en Schuffenecker i Bernard. En una carta Gauguin li diu a Schuffenecker: «recorda que som nosaltres qui fem les invitacions […] refuso exposar amb els altres, Pissarro, Seurat, etc. És el nostre grup!» Així que proposa la següent distribució:
- 10 quadres cadascú per Gauguin, Schuffenecker, Bernard i Guillaumin;
- 10 quadres a repartir: 6 per Vincent [van Gogh], 2 per Roy i 2 per l'home de Nancy (Fauché).

Guillaumin i Theo van Gogh, en nom del seu germà Vincent, van declinar la invitació. Theo era aleshores el marxant de Gauguin i considerava que l'exposició podia desconcertar als potencials compradors. A més, temia perdre l'exclusivitat de les vendes. Qualificava el grup de massa heterogeni i lamentava algunes absències, especialment de Toulouse-Lautrec. Va dir que l'exposició tenia un aire de milhomes i que era una forma d'anar a l'Exposició Universal per l'escala de servei. Tot i així, va facilitar l'exposició proporcionant quadres de Gauguin que tenia en dipòsit o en propietat.

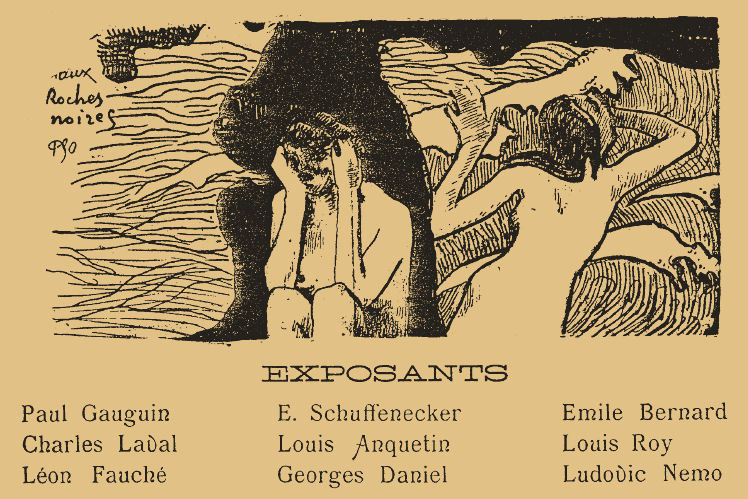
Frontispici del catàleg de l'exposició, amb un dibuix de Gauguin

Per substituir les absències, Shuffenecker i Bernard van convidar a Anquetin, Laval i Daniel. A més, va aparèixer un Ludovic Némo que era pseudònim de Bernard. La distribució final, tal com consta en el catàleg de l'exposició, va ser la següent i mostrada en aquest ordre:
Paul Gauguin - 17 obres
Charles Laval - 10 obres
Léon Fauché - 5 obres
E. Schuffenecker - 20 obres
Louis Anquetin - 7 obres
Georges Daniel - 3 obres
Émile Bernard - 23 obres
Louis Roy - 7 obres
Ludovic Némo - 2 obres

## Repercussions
L'exposició Volpini va ser un punt d'inflexió en la trajectòria de Gauguin, i també en la història de l'art modern. Però en el seu moment va deixar un rastre escàs: un dibuix del cafè per il·lustrar l'orquestra i no els quadres, un cartell rudimentari, un catàleg modest i unes poques referències en revistes d'art efímeres.
Anys més tard, Bernard es queixaria que no es va vendre res, però hi ha evidències que Gauguin va vendre alguns quadres i àlbums de litografies. Comercialment no va ser cap èxit, però va acabar tenint més fama de la previsible. Gauguin va ser més conegut pel públic, va començar a ser considerat pels crítics com un rival seriós de Seurat, i va causar una forta impressió en alguns artistes joves.
La unitat del grup impressionista i sintetista va ser efímera. Per desconfiança o ressentiment, en menys d'un any Gauguin va acabar trencant les relacions amb Laval, Schuffenecker i Bernard. A més, va perdre els germans van Gogh, tant el pintor Vincent (1853 – juliol 1890) que des de la distància exercia una forta influència sobre el grup, com el marxant d'art Theo (1857 – gener 1891).
El 1896 Gauguin deia sobre Schuffenecker que «aquest imbècil només somnia en exposicions, publicitat, etc., i no pot veure quin efecte desastrós tenen.» Per la següent Exposició Universal de París, del 1900, Gauguin era a Tahití però diu que si el seu marxant, Ambroise Vollard, vol muntar una exposició li agradaria fer-ho amb més seny dirigint-se al públic estranger. Cita com a obres a exposar Ia Orana Maria i On anem?.
El 1905, Maurice Denis recorda que l'exposició al cafè Volpini va marcar un punt d'inflexió i va inaugurar una nova era. Diu que aquell tipus d'art mai vist abans va marcar el començament de la reacció contra l'impressionisme. «En un racó de la gran fira del 1889 […] a l'ombra de la nova torre Eiffel […] la distorsió en el dibuix, l'aspecte de caricatura, els colors plans, tot plegat va causar escàndol.»

## Catàleg de l'exposició
El catàleg de l'exposició mostra les obres agrupades per autor i numerades, en principi, per ordre alfabètic d'autor. Segurament diferents modificacions en la selecció d'obres van provocar una numeració estranya. La pàgina per a cada artista inclou un dibuix seu: Les Faneuses de Gauguin, Ramasseuses de varech de Schuffenecker, Réverie de Bernard, Gardeur de cochons de Roy, Paysan de Fauché, Femme lisant de Georges Daniel i finalment dues dones sense títol signat per Némo. A més, en el frontispici es reprodueix Aux Rochers Noirs de Gauguin.
En l'última pàgina es podia llegir «visible sota demanda àlbum de litografies per Paul Gauguin i Émile Bernard.» Es tracta de l'anomenada Suite Volpini de Gauguin, i Bretonneries de Bernard, dues col·leccions de deu zincografies acolorides pensades com a alternativa de difusió més econòmica.
La identificació precisa de les obres roman incerta donada l'ambigüitat dels títols. En alguns casos s'ha pogut fer per referències indirectes o simples indicis. La disposició dels quadres a l'exposició també és desconeguda. Només es coneix el dibuix de Jeanniot amb cinc quadres. Han estat identificats dos de Schuffenecker i un de Bernard, però la distribució no té cap relació amb la numeració del catàleg.
El catàleg es va fer quan ja estava inaugurada l'exposició. Una nota en el setmanari Le Moderniste Illustré del 20 de juliol, sota el títol de «Babioles» (foteses), anuncia que acaba de sortir el catàleg. Era la primera vegada que apareix el grup definit com a sintetistes. Després, durant el mes d'agost, aniria reproduint els dibuixos del catàleg.

### Paul Gauguin
Gauguin, que no tenia una residència estable i aleshores era a Pont-Aven en una pensió, es presenta amb l'adreça de Schuffenecker que l'havia acollit un temps a casa seva: Chez Schuffenecker, 29 Rue Boulard.
La selecció original d'obres que va fer Gauguin, datades entre 1887 i 1888 amb temes de Martinica, la Bretanya i Arle, eren majoritàriament paisatges i composicions amb nens. Probablement va cercar una mostra no polèmica pel gran públic, en paral·lel als temes de les deu zincografies incloses en l'exposició com a àlbum. Posteriorment es va ampliar fins a disset quadres.
| Catàleg                                  | Catàleg                      | Identificació                                                                  |
| ---------------------------------------- | ---------------------------- | ------------------------------------------------------------------------------ |
| 31                                       | Premières fleures – Bretagne | Primavera a Lézaven, 1888, col·lecció privada                                  |
| 32                                       | Les Mangos – Martinique      | Collita de fruita, o En els mangos, 1887, Museu Van Gogh, Amsterdam            |
| 33                                       | Conversation – Bretagne      | Bretones al tombant d'un camí, 1888, Ny Carlsberg Glyptotek, Copenhagen        |
| 34                                       | Hiver – Bretagne             | Paisatge a Pont-Aven, Bretanya, 1888, Ny Carlsberg Glyptotek, Copenhagen       |
| 35                                       | Presbytère de Pont-Aven      | No identificat                                                                 |
| - Núm. 31 - Núm. 32 - Núm. 33 - Núm. 34  |                              |                                                                                |
| 36                                       | Ronde dans les foins         | La rotllana de les petites bretones, 1888, National Gallery of Art, Washington |
| 37                                       | Paysage d'Arles              | Paisatge d'Arle amb matolls, 1888, col·lecció privada                          |
| 38                                       | Les Mas – Arles              | Mas d'Arle, 1888, Nationalmuseum, Estocolm                                     |
| 39                                       | Pastel décoratif             | No identificat                                                                 |
| 40                                       | Jeunes Lutteurs – Bretagne   | Joves lluitadors, o Nens lluitant, 1888, col·lecció privada                    |
| - Núm. 36 - Núm. 37 - Núm. 38 - Núm. 40  |                              |                                                                                |
| 41                                       | Fantasie décorative – Pastel | No identificat                                                                 |
| 42                                       | Eve – Aquarelle              | Eva bretona, 1889, McNay Art Museum, San Antonio, Texas                        |
| 43                                       | Misères humaines             | Misèries humanes, 1888, Ordrupgaard, Copenhagen                                |
| 44                                       | Dans les vagues              | En les onades, 1889, The Cleveland Museum of Art                               |
| - Núm. 42 - Núm. 43 - Núm. 44            |                              |                                                                                |
| 45                                       | Le modèle – Bretagne         | No identificat                                                                 |
| 46                                       | Portrait – Arles             | Cafè de nit a Arle, 1888, Museu Puixkin, Moscou                                |
| 47                                       | Paysage – Pont-Aven          | El porquerol, Bretanya, 1888, Los Angeles County Museum of Art                 |
|                                          | Album de lithographies       | Suite Volpini, 1889                                                            |
| - Núm. 46 - Núm. 47 - Coberta de l'àlbum |                              |                                                                                |

Notes:
1. ↑  Afegeix que pertany a [Theo] Van Gogh
2. ↑   Segons Belinda Thomson,[9] també podria ser Tardor a Pont-Aven, 1888, col·lecció privada
3. ↑   En carta a Schuffenecker el descriu com a paisatge del 1886[3]
4. ↑  Afegeix que pertany a Paul Schuffennecker, el fill d'Émile, però en realitat pertanyia al pare.

### Émile Schuffenecker
A més d'alguns temes parisencs i natures mortes, en les obres presentades per Schuffenecker dominen els paisatges i escenes de platja, sobretot del bretó Concarneau i el normand Yport, amb una atmosfera marcadament impressionista.
| Catàleg                       | Catàleg                                      | Identificació                                                                       |
| ----------------------------- | -------------------------------------------- | ----------------------------------------------------------------------------------- |
| 55                            | Danseuse – Pastel                            | Ballarina, 1887, col·lecció privada                                                 |
| 56                            | Nature Morte                                 | No identificat                                                                      |
| 57                            | Notre-Dame par la neige                      | Notre-Dame sota la neu, 1886, Wallraf-Richartz-Museum, Colònia                      |
| 58                            | Paysage de neige                             | No identificat                                                                      |
| 59                            | Coin de plage à Concarneau                   | Costa rocosa a Bretanya, 1886, Museu de Belles Arts de Quimper                      |
| 60                            | Coucher de soleil à Concarneau               | Posta de sol a Concarneau, 1887, col·lecció privada                                 |
| - Núm. 57 - Núm. 59 - Núm. 60 |                                              |                                                                                     |
| 61                            | Ramasseuses de varech – Yport                | Recollidores d'algues, 1889, col·lecció privada                                     |
| 62                            | Pivoines                                     | No identificat                                                                      |
| 63                            | Falaises – Yport                             | No identificat                                                                      |
| 64                            | Cirque de Fécamp                             | No identificat                                                                      |
| 65                            | Rochers – Yport                              | Roques a Yport, 1889, Musée Centre-des-Arts, Fécamp (Normandia)                     |
| 66                            | Au parc de Montsouris                        | En el parc de Montsouris, 1886, col·lecció privada                                  |
| 67                            | Paysage parisien                             | No identificat                                                                      |
| 78                            | Nature morte : Oranges                       | Natura morta amb bol i fruits, 1886, Kröller-Müller Museum, Otterlo (Països Baixos) |
| - Núm. 61 - Núm. 65 - Núm. 78 |                                              |                                                                                     |
| 69                            | Square                                       | Parc al Luxembourg, 1885, col·lecció privada                                        |
| 70                            | A Vanves                                     | Velles fortificacions de París, 1888, col·lecció privada                            |
| 71                            | Matinée à Yport                              | No identificat                                                                      |
| 72                            | Dans la neige                                | Paisatge de neu, 1886, col·lecció privada                                           |
| 73                            | Effet de neige                               | Paisatge de neu, 1887, col·lecció privada                                           |
| 83                            | Portrait de Monsieur B*** (Peinture pétrole) | Retrat d'Émile Bernard, 1889, The Museum of Fine Arts, Houston                      |
| - Núm. 69 - Núm. 73 - Núm. 83 |                                              |                                                                                     |

Notes:
1. ↑  Està reproduït en dibuix al catàleg de l'exposició, i també al fons de la il·lustració de Jeanniot.
2. ↑  No existeix el número 68 i en el seu lloc apareix el 78
3. ↑  Es tracta de Monsieur Bernard. Amb els asteriscs es van voler evitar referències internes entre pintors. És un dels quadres mostrats en el dibuix de Jeanniot, identificat per la forma asimètrica

### Émile Bernard
Els temes escollits per Bernard són parisencs i bretons, pintats d'una forma simplificada i plana mostrant les últimes experimentacions amb el sintetisme.
| Catàleg                      | Catàleg                                               | Identificació                                                 |
| ---------------------------- | ----------------------------------------------------- | ------------------------------------------------------------- |
| 7                            | Chiffonnières – Clichy                                | Quai de Clichy, 1887, Museu Maurice Denis, París              |
| 8                            | Fleurs en pots                                        | Natura morta amb flors, 1887, Museu Norton Simon, Pasadena    |
| 9                            | Paysage à Asnières                                    | No identificat                                                |
| 10                           | Paysage Pont-Avéniste                                 | No identificat                                                |
| 11                           | Paysage Saint-Briacois                                | No identificat                                                |
| 12                           | Portrait de Monsieur Q***                             | No identificat                                                |
| 13                           | L'Ami Marcel                                          | Retrat de Marcel Amillet, 1888, col·lecció privada            |
| 14                           | Les Bretonnes                                         | Bretones en un prat, 1888, col·lecció privada                 |
| 15                           | Château de Kerlaouen                                  | Casa al final d'un parc, 1888, Museu Léon Dierx, Réunion      |
| 16                           | Floréal                                               | No identificat                                                |
| 17                           | Paysage Asniérois                                     | No identificat                                                |
| 18                           | Marche au Calvaire                                    | Crist carregant la Creu, 1887, col·lecció privada             |
| 19                           | Moisson – Bretagne                                    | La collita, 1888, Museu d'Orsay, París                        |
| 19 bis                       | Paysage à Saint-Briac                                 | Prat a Saint-Briac, 1887, col·lecció privada                  |
| 75                           | Baigneuses                                            | Les banyistes, 1888, col·lecció privada                       |
| 76                           | Château de Kerlaouen                                  | Castell de Kerlaouen, 1888, col·lecció privada                |
| 77                           | Nues                                                  | No identificat                                                |
| 79                           | Peupliers                                             | Pollancres, 1887, col·lecció privada                          |
| 80                           | Croquis à Pont-Aven – Aquarelle                       | No identificat                                                |
| 81                           | Idem                                                  | No identificat                                                |
| 82                           | Idem                                                  | No identificat                                                |
| 86                           | Femme et oies                                         | Dona i oca, 1887, col·lecció privada                          |
| 88                           | Caricatures bretonnes                                 | No identificat                                                |
|                              | Album de lithographies                                | Bretoneries, 1889                                             |
| Ludovic Nemo (pseudònim)     |                                                       |                                                               |
| 74                           | Portrait d'un jeune ouvrier – peinture petrole (1887) | No identificat                                                |
| 87                           | Après-midi à Saint-Briac – peinture petrole (1887)    | Tarda a Saint-Briac, 1887, Aargauer Kunsthaus, Aarau (Suïssa) |
| - Núm. 8 - Núm. 14 - Núm. 19 |                                                       |                                                               |

Notes:
1. ↑  Afegeix que pertany a Madame Berthe. Si la identificació és correcta, es tractaria d'un subterfugi ja que en realitat pertanyia a Gauguin.
2. 1 2  El castell de Kerlaouen es refereix a l'estudi de René-Jean Kerluen llogat per Henry Moret. Situat entre Pont-Aven i Concarneau era un punt de trobada dels pintors.
3. ↑  Identificat en la il·lustració de Jeanniot.

### Louis Anquetin
Es presenta com a resident al número 86 de l'avinguda de Clichy (París). Justament el seu quadre més notable, mostrat a l'exposició, és l'Avinguda de Clichy pintada a les cinc del vespre.
| Catàleg | Catàleg                   | Identificació                                                         | Identificació     |
| ------- | ------------------------- | --------------------------------------------------------------------- | ----------------- |
| 1       | Bateau – Soleil déclinant | Vaixell, sol ponent, de parador desconegut                            | - Núm. 2 - Núm. 3 |
| 2       | Effet du soir             | Avinguda de Clichy, 1887, Wadsworth Atheneum Museum of Arts, Hartford | - Núm. 2 - Núm. 3 |
| 3       | Été                       | El segador, 1887, col·lecció privada                                  | - Núm. 2 - Núm. 3 |
| 4       | Étude de cheval           | Estudi d'un cavall, de parador desconegut                             | - Núm. 2 - Núm. 3 |
| 5       | Étude de cheval           | Estudi d'un cavall, de parador desconegut                             | - Núm. 2 - Núm. 3 |
| 6       | Rosée                     | Rosada, de parador desconegut                                         | - Núm. 2 - Núm. 3 |
| 6 bis   | Éventail                  | No identificat                                                        | - Núm. 2 - Núm. 3 |

### Louis Roy
La seva adreça és Lycée Michelet, de Vanves, on era professor de dibuix, igual que Schuffenecker.
| Catàleg | Catàleg                     |                 |
| ------- | --------------------------- | --------------- |
| 49      | Poires                      | No identificats |
| 50      | A Gif                       | No identificats |
| 51      | Paysage à Gif               | No identificats |
| 52      | Primevères                  | No identificats |
| 53      | A Gif                       | No identificats |
| 54      | Chemin des Glaises – Vanves | No identificats |
| 54 bis  | Crépuscule                  | No identificats |

Notes:
1. ↑  Afegeix que pertany a M. Filliger, probablement Charles Filiger, un pintor que es va unir a l'Escola de Pont-Aven.

### Charles Laval
És l'únic que es presenta com a resident a Pont-Aven. Encara que el grup era una representació de l'anomenada escola de Pont-Aven, les estades dels pintors a la Bretanya eren normalment estacionals. El 1887, Laval havia acompanyat a Gauguin a Martinica. Dels deu quadres presentats, sis són de Martinica mentre que Gauguin només en presentava un del total de disset.
| Catàleg | Catàleg                                         | Identificació                                               | Imatge |
| ------- | ----------------------------------------------- | ----------------------------------------------------------- | ------ |
| 84      | Entrée de bois – Martinique                     | En el poble, 1887, col·lecció privada                       |        |
| 85      | Allant au marché – Bretagne                     | Anant al mercat, Bretanya, 1888, Museu d'Art d'Indianapolis |        |
| 89      | Les Palmes                                      | Paisatge de Martinica, 1887, col·lecció privada             |        |
| 90      | Sous les bananiers                              | No identificat                                              |        |
| 91      | Femmes au bord de la mer. Esquisse              | Dones vora el mar, 1887, Museu d'Orsay, París               |        |
| 92      | Rêve Martiniquais                               | Paisatge, Martinica, 1887, Museu Van Gogh, Amsterdam        |        |
| 93      | Le Saule – Pont-Aven                            | No identificat                                              |        |
| 94      | Dans la mer                                     | Banyistes, 1887, Kunsthalle, Bremen                         |        |
| 95      | L'Aven, Ruisseau                                | Paisatge (l'Aven), 1889, Museu d'Orsay, París               |        |
| 96      | Course au bord de la mer – Aquarelle Martinique | Escena de Martinica, 1889, col·lecció privada               |        |

Notes:
1. ↑  Anteriorment atribuït a Gauguin en el catàleg de Wildenstein (W.220)
2. ↑   Afegeix que pertany a Monsieur Rippipoint. Aquest era un nom inventat per Bernard, i utilitzat per Gauguin, per referir-se irònicament al puntillisme («ple de puntets»)[13]

### Georges Daniel
Nascut George de Monfreid, signava Daniel i es presenta com Georges Daniel en el frontispici i George Daniel a l'interior del catàleg. De pare nord-americà i mare francesa, tenia el nom en anglès, George, però sovint apareixia en francès, Georges, i era més conegut pel nom artístic Daniel.
| Catàleg | Catàleg             | Identificació                               | Identificació |
| ------- | ------------------- | ------------------------------------------- | ------------- |
| 20      | Fleurs              | No identificat                              |               |
| 21      | Paysage             | No identificat                              |               |
| 21 bis  | Portrait du peintre | Autoretrat, 1889, col·lecció privada, París |               |

Notes:
1. ↑  Està datat el 14 de juny de 1889, quan l'exposició estava anunciada pel dia 10. Possiblement és un afegit d'última hora quan encara no estava editat el catàleg.

### Léon Fauché
| Catàleg | Catàleg          |                 |
| ------- | ---------------- | --------------- |
| 22      | Le Soir – pastel | No identificats |
| 23      | Femme et Enfant  | No identificats |
| 25      | Paysanne cousant | No identificats |
| 26      | La Carriole      | No identificats |
| 28      | Cantonnier       | No identificats |